# Tlahualilo
Tlahualilo è una municipalità dello stato di Durango, nel Messico centrale, il cui capoluogo è la località di Tlahualilo de Zaragoza.
La popolazione della municipalità è di 22.895 abitanti (2015) e ha una estensione di 3.709,8 km².